# Alexandru Moldovan
Alexandru Moldovan est un footballeur puis entraîneur roumain né le 23 août 1950 à Ocna Mureș. Il évoluait au poste de milieu.

## Biographie

### Joueur
Avec le club du Dinamo Bucarest, il joue 4 matchs en Coupe d'Europe des clubs champions lors de la saison 1973-1974.

## Palmarès

### En club

#### Comme joueur
- Champion de Roumanie en 1971, 1973, 1975 et 1977 avec le Dinamo Bucarest
- Finaliste de la Coupe de Roumanie en 1971 avec le Dinamo Bucarest

#### Comme entraîneur
- Champion du Maroc en 1997 avec le Raja Club Athletic
- Vainqueur de la Coupe du Trône en 2005 avec le Raja Club Athletic
- Vainqueur de la Supercoupe de Tunisie en 1995 avec l'Olympique de Béja
- Vainqueur de la Coupe Crown Prince du Koweït en 1998 avec le Qadsia Sporting Club
- Vice-champion de Roumanie en 1993 avec le Dinamo Bucarest
- Finaliste de la Coupe de Tunisie en 1995 avec l'Olympique de Béja
- Demi-finaliste de la Ligue des champions de la CAF en 2005 avec le Raja Club Athletic